# Republic megye
Republic megye az Amerikai Egyesült Államokban, azon belül Kansas államban található. Megyeszékhelye és legnagyobb városa Belleville. Lakosainak száma 4674 fő (2020. április 1.). Republic megye Thayer, Cloud, Jefferson, Washington, Nuckolls és Jewell megyékkel határos.

## Népesség
A megye népességének változása:
| Lakosok száma | 4955 | 4914 | 4861 | 4820 | 4725 | 4674 |
|               | 2010 | 2011 | 2012 | 2013 | 2015 | 2020 |

## Települései
- Agenda